# A Dűne istencsászára
A Dűne istencsászára Frank Herbert Dűne-sorozatának 1981-ben megjelent negyedik része. A Publishers Weekly keményfedeles szépirodalmi listáján 11. helyet ért el 1981-ben.
Magyarul Hoppán Eszter fordításában jelent meg 1994-ben Dűne Isten-császára címmel (ISBN 963-8353-14-7), majd 2004-ben a Szukits Könyvkiadó egységesített, lektorált sorozatában (ISBN 963-497-052-4). Ez volt Hoppán Eszter első fordítása a sorozatban, ezenkívül az ő fordításában jelent meg a következő két kötet, A Dűne eretnekei és A Dűne Káptalanház. 2021-ben látott napvilágot az új fordítás, Horváth Norbert munkája (A Dűne istencsászára. Dűne 04).

## Koncepció és témák
A Dűne istencsászárában Frank Herbert az emberi társadalom ciklikusságát és az emberiség evolúciós mozgatórugóit vizsgálja. II. Leto több évezredes emlékezetének köszönhetően az emberi történelem egészéről képet tudott alkotni, így a zsarnoki berendezkedések mintáit és hatásait elemezve és használva Babilóniától a jezsuitákig építette fel saját birodalmát. Ez a galaktikus birodalom abban különbözik a történelmi zsarnokoktól, hogy szándékosan pusztulásra tervezték annak reményében, hogy utána az emberiségnek már soha nem kell hasonló rendszer alatt szenvednie. II. Leto személyesen fedezi fel ennek a civilizációnak hatásait, észrevéve, hogy a legtöbb hierarchikus rendszer a biztonságra való evolúciós törekvések maradványa. Így, egy tökéletesen biztonságos és biztos birodalmat alkotva, II. Leto egy történelmi jelentőségű üzenetet fogalmaz meg.

## Stílus
Stilisztikailag a regényt nagymértékben átszövik a főszereplőtől, Letótól származó idézetek, beszédek, mely a Dűne-sorozatban egyedinek számít. Ez részben annak köszönhető, hogy Herbert eredetileg szinte teljesen első személyben írta meg a regény első vázlatát, csak a későbbi változatokban bővítette az események harmadik személyű leírásával.

## Magyarul
- Dűne Isten-császára; ford. Hoppán Eszter; Valhalla Páholy, Bp., 1994
- A Dűne istencsászára. Dűne 04; ford. Horváth Norbert; Gabo, Bp., 2021

## Fordítás
Ez a szócikk részben vagy egészben  a   God Emperor of Dune című angol Wikipédia-szócikk ezen változatának fordításán alapul.  Az eredeti cikk szerkesztőit annak laptörténete sorolja fel. Ez a jelzés csupán a megfogalmazás eredetét és a szerzői jogokat jelzi, nem szolgál a cikkben szereplő információk forrásmegjelöléseként.